# Гори Шартрез
Гори Шартрез (фр. massif de la Chartreuse [masif d(ə) la ʃaʁtʁøz]) — гірський масив на південному сході Франції, що тягнеться від міста Гренобль на півдні до озера Бурже на півночі. Вони є частиною французьких Передальп, які продовжуються Божем на півночі та Веркором на півдні.

## Етимологія
Назва Шартрез походить від села, відомого зараз як Сен-П'єр-де-Шартрез, раніше Каторісій, Кантуріса, Катурісій і Шатрус. Схоже, що має галльське походження; і, можливо, пов'язане з назвою племені катурігес.

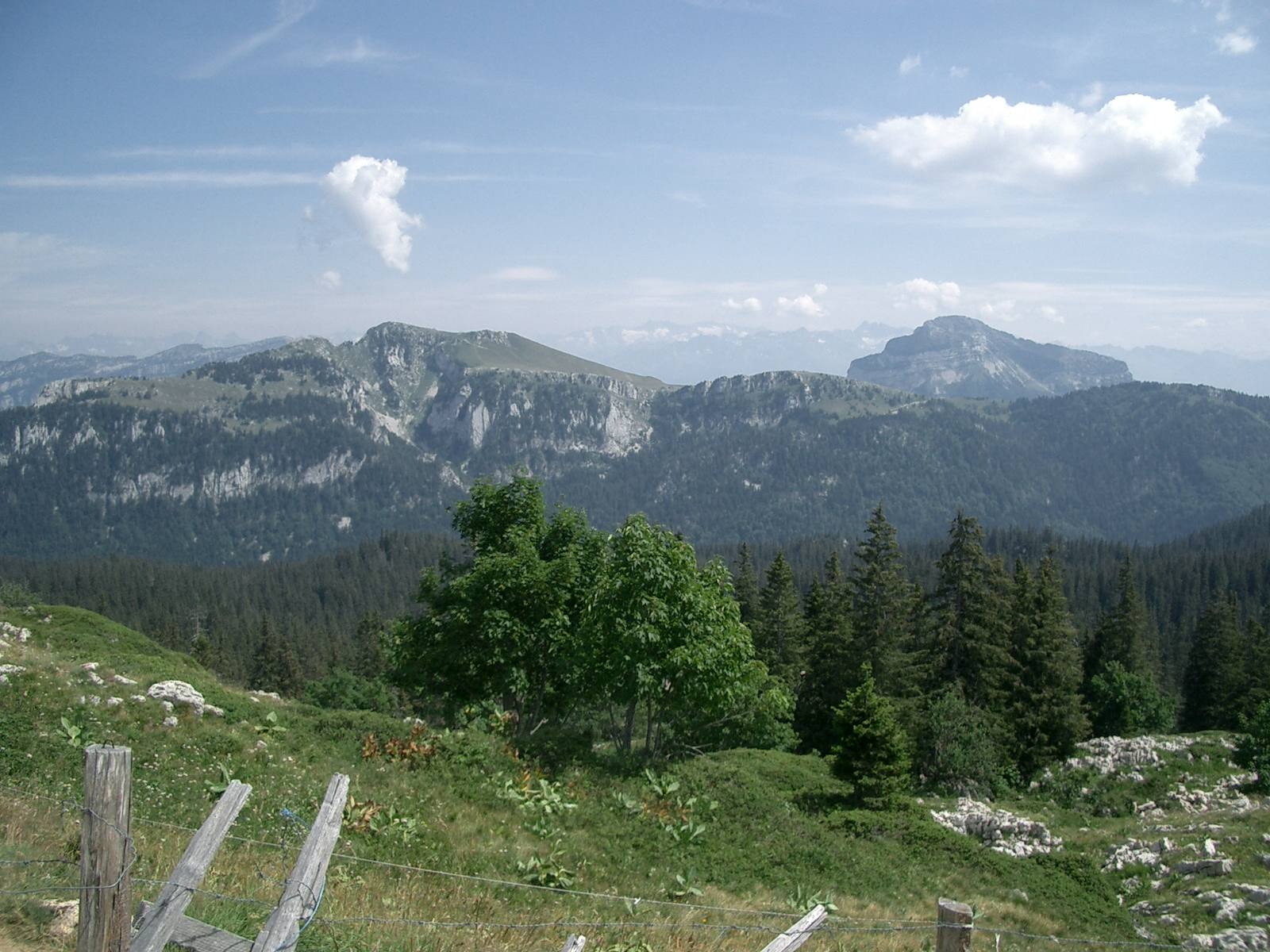
Гори Шартрез

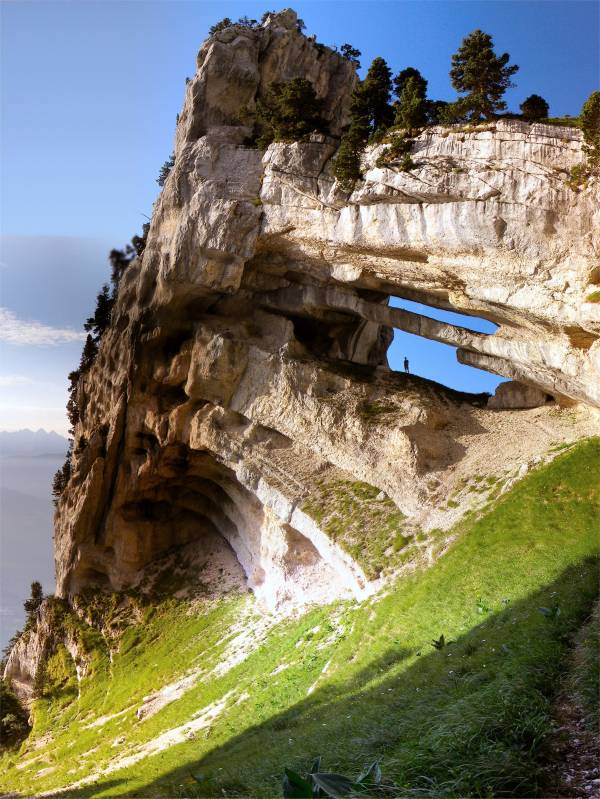
Подвійна арка Тур Персе на 32 метри найдовший проліт в Альпах.

## Географія
Гірський масив піднімається між Греноблем (південь), Шамбері (північ), Вуарон і Сен-Лоран-дю-Пон (захід) і Гресіводаном (долина Ізер, схід)

## Геологія
У літології переважає вапняк, і кілька сотень кілометрів печерних ходів лежать під пагорбами, включаючи всесвітньо відомі 60 км завдовжки система Дент де Кроль. 

## Навколишнє середовище
- Регіональний природний парк Шартрез був заснований у травні 1995 року.
- Réserve Naturelle des Hauts de Chartreuse був заснований у 1997 році. Він включає сім містечок Ізер і чотири міста Савойя.